# Mùa bão Nam Thái Bình Dương 2019–20
Mùa bão xoáy Nam Thái Bình Dương 2019–20 là giai đoạn của năm khi hầu hết các cơn bão nhiệt đới hình thành trong vùng Nam Thái Bình Dương ở phía đông 160°E. Mùa bão đã chính thức bắt đầu vào ngày 22 tháng 11 năm 2019 khi xuất hiện áp thấp nhiệt đới và sau đó trở thành bão Rita, tuy nhiên một cơn bão nhiệt đới có thể hình thành vào bất kỳ thời điểm nào từ ngày 01 tháng 11 năm 2019 đến ngày 30 tháng 5 năm 2020 và sẽ được tính vào tổng số mùa.Trong mùa, các cơn bão nhiệt đới sẽ được giám sát chính thức bởi Trung tâm Khí tượng chuyên ngành khu vực (RSMC) ở Nadi, Fiji và các Trung tâm Cảnh báo Cơn bão nhiệt đới ở Brisbane, Australia và Wellington, New Zealand. Các lực lượng vũ trang Hoa Kỳ thông qua Trung tâm Cảnh báo bão liên hợp (JTWC) cũng sẽ theo dõi lưu vực và đưa ra cảnh báo không chính thức vì lợi ích của người Mỹ. RSMC Nadi gắn một số và hậu tố F với các nhiễu loạn nhiệt đới hình thành trong hoặc di chuyển vào lưu vực trong khi JTWC chỉ định các lốc xoáy nhiệt đới đáng kể với một số và hậu tố P.RSMC Nadi, TCWC Wellington và TCWC Brisbane đều sử dụng Thang bão Úc và ước tính tốc độ gió trong khoảng thời gian 10 phút, trong khi JTWC sẽ đo tốc độ gió trong khoảng thời gian 1 phút, sau đó được so sánh với Thang bão Saffir-Simpson (SSHWS).

## Tóm tắt mùa bão
Thang bão Úc

## Danh sách các xoáy thuận nhiệt đới

### Bão Rita
- Vào ngày 22 tháng 11 một áp thấp nhiệt đới đã hình thành tại phía Đông đảo Solomon

## Tóm tắt mùa bão

### Tên bão
Ở Nam Thái Bình Dương, áp thấp nhiệt đới được đánh giá là đã đạt cường độ bão nhiệt đới nếu nó đạt tới sức gió 65 km h, (40 mph) Với áp thấp nhiệt đới tăng cường thành một cơn bão nhiệt đới giữa Xích đạo đến 25°S và giữa 160°E đến 120°W được đặt tên theo FMS. Tuy nhiên, nếu áp thấp nhiệt đới tăng cường ở ngoài vĩ độ 25°S trong khoảng từ 160°E đến 120°W thì sẽ được MetService đặt tên cùng với FMS. Nếu một cơn bão nhiệt đới di chuyển ra khỏi lưu vực và vào khu vực Úc, nó sẽ giữ nguyên tên ban đầu của nó. 10 tên tiếp theo trong danh sách đặt tên được liệt kê ở đây bên dưới.
| - Rita - Sarai - Tino - Uesi - Vicky | - Wasi - Yolanda (chưa sử dụng) - Zazu (chưa sử dụng) - Ana (chưa sử dụng) - Bina (chưa sử dụng) |  |

### Tóm tắt
| Tên bão            | Thời gian hoạt động     | Cấp độ cao nhất                    | Sức gió duy trì    | Áp suất               | Khu vực tác động                                                      | Tổn thất (USD)  | Số người chết  | Tham khảo |
| ------------------ | ----------------------- | ---------------------------------- | ------------------ | --------------------- | --------------------------------------------------------------------- | --------------- | -------------- | --------- |
| Rita               | November 22 – 26        | Category 3 severe tropical cyclone | 120 km/h (75 mph)  | 977 hPa (28,85 inHg)  | Solomon Islands, Vanuatu                                              | None            | None           |           |
| 02F                | December 19 – 23        | Tropical disturbance               | Not specified      | 999 hPa (29,50 inHg)  | Samoan Islands                                                        | None            | None           |           |
| Sarai              | December 23 – January 2 | Category 2 tropical cyclone        | 110 km/h (70 mph)  | 972 hPa (28,70 inHg)  | Fiji, Tonga, Niue, southern Cook Islands                              | $2,3 triệu      | 2              |           |
| Tino               | January 11 – 20         | Category 3 severe tropical cyclone | 120 km/h (75 mph)  | 970 hPa (28,64 inHg)  | Fiji, Niue, Solomon Islands Samoan Islands, Tonga, Tuvalu, Vanuatu    | $5.83 million   | 2 (missing)    |           |
| 05F                | January 24 – 25         | Tropical disturbance               | Not specified      | 1003 hPa (29,62 inHg) | Samoan Islands                                                        | None            | None           |           |
| Uesi               | February 4 – 13         | Category 3 severe tropical cyclone | 120 km/h (75 mph)  | 970 hPa (28,64 inHg)  | Solomon Islands, Vanuatu, New Caledonia Lord Howe Island, New Zealand | Minor           | None           |           |
| 07F                | February 14 – 21        | Tropical disturbance               | Not specified      | 998 hPa (29,47 inHg)  | Tuvalu, Samoan Islands, Tokelau, Niue                                 | None            | None           |           |
| 08F                | February 17 – 18        | Tropical disturbance               | Not specified      | 996 hPa (29,41 inHg)  | Samoan Islands, Niue, Cook Islands                                    | None            | None           |           |
| Vicky              | February 19 – 21        | Category 1 tropical cyclone        | 85 km/h (50 mph)   | 988 hPa (29,18 inHg)  | Samoan Islands, Niue                                                  | Minor           | None           |           |
| Wasi               | February 21 – 23        | Category 1 tropical cyclone        | 85 km/h (50 mph)   | 990 hPa (29,23 inHg)  | Wallis and Futuna, Samoan Islands                                     | Minor           | None           |           |
| Gretel             | March 14 – 16           | Category 2 tropical cyclone        | 100 km/h (65 mph)  | 980 hPa (28,94 inHg)  | New Caledonia, Norfolk Island, New Zealand                            | None            | None           |           |
| Harold             | April 2 – 10            | Category 5 severe tropical cyclone | 230 km/h (145 mph) | 920 hPa (27,17 inHg)  | Solomon Islands, Vanuatu Fiji, Tonga                                  | >$123.5 million | 30             |           |
| Tổng tỷ số mùa bão |                         |                                    |                    |                       |                                                                       |                 |                |           |
| 12 systems         | November 22 – April 10  |                                    | 230 km/h (145 mph) | 920 hPa (27,17 inHg)  |                                                                       | $131.63 million | 32 (2 missing) |           |